# 小行星5345
小行星5345（5345 Boynton）是一颗绕太阳运转的小行星，为主小行星带小行星。该小行星于1981年3月1日发现。

## 轨道参数
小行星5345的轨道半长轴为2.7616275 UA，离心率为0.239。